# Neusser Straße (Düsseldorf)
Die Neusser Straße ist eine Straße im Düsseldorfer Stadtteil Unterbilk.

## Lage und Geschichte
Die Neusser Straße nimmt ihren Ausgangspunkt an der Bilker Allee und mündet in die Haroldstraße. Dabei kreuzt sie Weiherstraße, Düsselstraße, den Fürstenwall und die Hubertusstraße.
Die Neusser Straße war die Hauptstraße der von Jan Wellem geplanten Neustadt, in der auch das geplante Schloss errichtet werden sollte:

„Jan Wellem hatte seine „Neustadt“ bis zum heutigen Stadttor (Hafen) geplant. Der gekrümmte „Lahnweg“ mit den einfachen Reihenhäusern gibt bis heute genau die südlichste Bastionsspitze wieder. An der Hauptstrasse, der Neusserstasse, lag seit 1709 die erste Synagoge. Daraus wird 1773 das Hubertusstift, 1800 das erste Krankenhaus(all dies: Neusserstr 25, heute noch zu sehen). Gegenüber plante Jan Wellem sein neues Schloss, es reichte nur für die große Cavalleriekaserne der Husaren viel später 1820 (heute Polizeipräsidium). Wo der Knick in der Neusserstr ist (Tellstr), verließ man Jan Wellems Neustadt, entweder links zur Loretokapelle (heute St. Martins-Kirche, auch Bilker Kirche) oder rechts über die Dorfstrasse nach Hamm („Brückenstr“ seit der Hammer Eisenbahnbrücke 1870).“

## Bebauung
Nach Paul Sültenfuß stammen die historischen Bauten der Neusser Straße „aus dem Kreis Albertis“. Jörg Heimeshoff beschreibt die aktuelle Bebauung der Straße: „Sie hat eine geschlossene Blockrandbebauung, die auf der Westseite durch moderne Bürobauten durchbrochen ist“.
Hier handelt es sich um die ehemalige Bebauung der Neusser Straße zwischen Haroldstraße, Deichstraße (existiert nicht mehr) und Hubertusstraße:
- Nr. 8: Das Haus Neusser Straße Nr. 8 stammt von Matteo Alberti.[5] Der Kunstschlosser Wilhelm Bird – der für Jan Wellem arbeitete – schuf das Oberlicht des Hauses. Bird hatte auch die Treppe im Rathaus und den Treppenschmuck im Schloss Ehreshoven geschaffen.[6] Meist erscheint die Hausteinumrahmung der Tür bei den Düsseldorfer Wohnbauten als schlichter „Bildrahmen“.[7] Bei diesem Bau liegt jedoch der Hauptakzent ausnahmsweise in der aufwändigen, architektonischen Hausteinumrahmung der Tür:„Die Hausteinrahmen zeigen (…) die mannigfachsten Formen.“[8] So bildet die Türeinfassung des Hauses das „Hauptstück der Türkomposition“[9] „mit reicher Profilierung mit Pilastern oder Säulen, Konsolen, Voluten und lebhaft gegliedertem Türstürzauftritt“.[10] Auch das Schnitzwerk der Tür wurde aufwändig gestaltet: Im „oberen Teil im Mittelstück mit einem eigenen schönen von einem Quadrat umschriebenen geschnitzten Rankwerk.“[11] Das Haus besteht nicht mehr.
- Nr. 12/14: Das Doppelhaus gilt als Beispiel für den Einfluss Albertis an der Neusser Straße. „Das Detail der Fenster- und Türeinrahmung zeigt wieder jene exakte Zeichnung wie an Albertis Schöpfungen“.[12] Paul Sültenfuß würdigt das Doppelhaus und beschreibt die Schmuckform der alten Barocktür: „Die […] Schmuckform der alten Barocktüren ist in Düsseldorf noch heute so häufig vertreten und von so eigenem bodenständigem Charakter, dass wir wohl für die Zeit Johan Wilhelms von einer heimischen Schnitzerschule reden dürfen“.[13] Als „Glanzstück dieser Schnitzerschule“[14] von Tür- und Portalschmuck gilt die Lünette über dem Toreingang zum Doppelhaus Neusser Straße 12 und 14.[15] Das Haus besteht nicht mehr.

Neusser Straße zwischen Hubertusstraße und Fürstenwall:
- Nr. 18: War ein Eingang zu den Ställen der Kavalleriekaserne des 2. Westfälisches Husaren-Regiment Nr. 11.[16]
- Nr. 20: Das denkmalgeschützte Gebäude ist ehemalige Oberfinanzdirektion am Jürgensplatz 1–3.[17] Das Gebäude der Oberfinanzdirektion wurde 1929/1939 am Jürgensplatz, im Stil einer sachlich-zweckorientierten Backsteinarchitektur, anstelle einer früheren Kavalleriekaserne der Husaren aus dem Jahre 1820 erbaut, deren Haupteingang sich Mitte des 19. Jahrhunderts unter der Nr. 20 befand. Ursprünglich hatte Jan Wellem an dieser Stelle sein neues Schloss geplant.
- Nr. 22: War ein weiterer Eingang zu den Ställen der Kaserne
- Nr. 23: War der Sitz der Armen-Verwaltung des Hubertus-Hospitals.
- Nr. 25: Das Gebäude ist das denkmalgeschützte Hubertus-Stift,[18] in dem 1712 die erste Synagoge errichtet wurde.

## Galerie

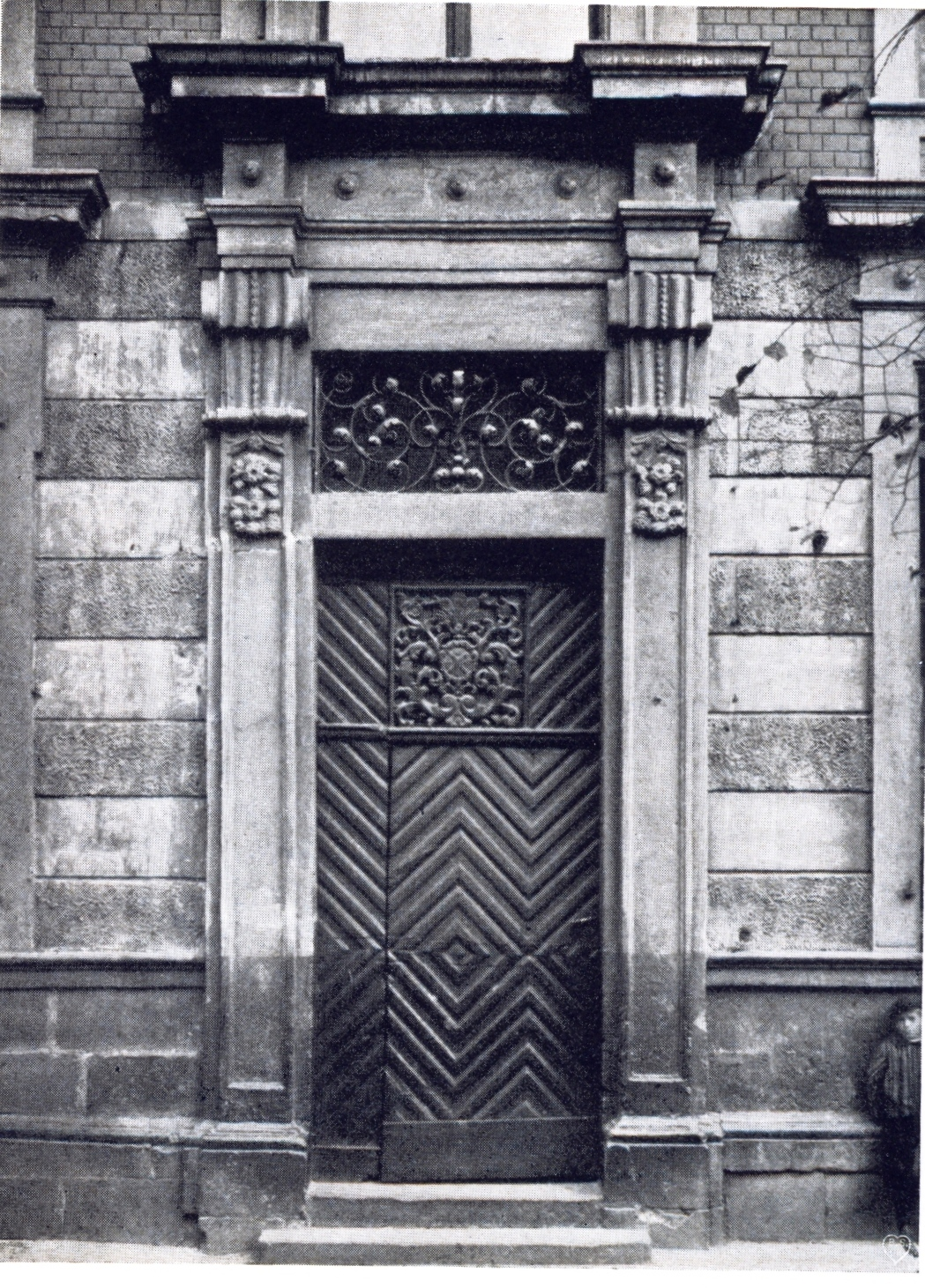
Neusser Straße 8, Eingang
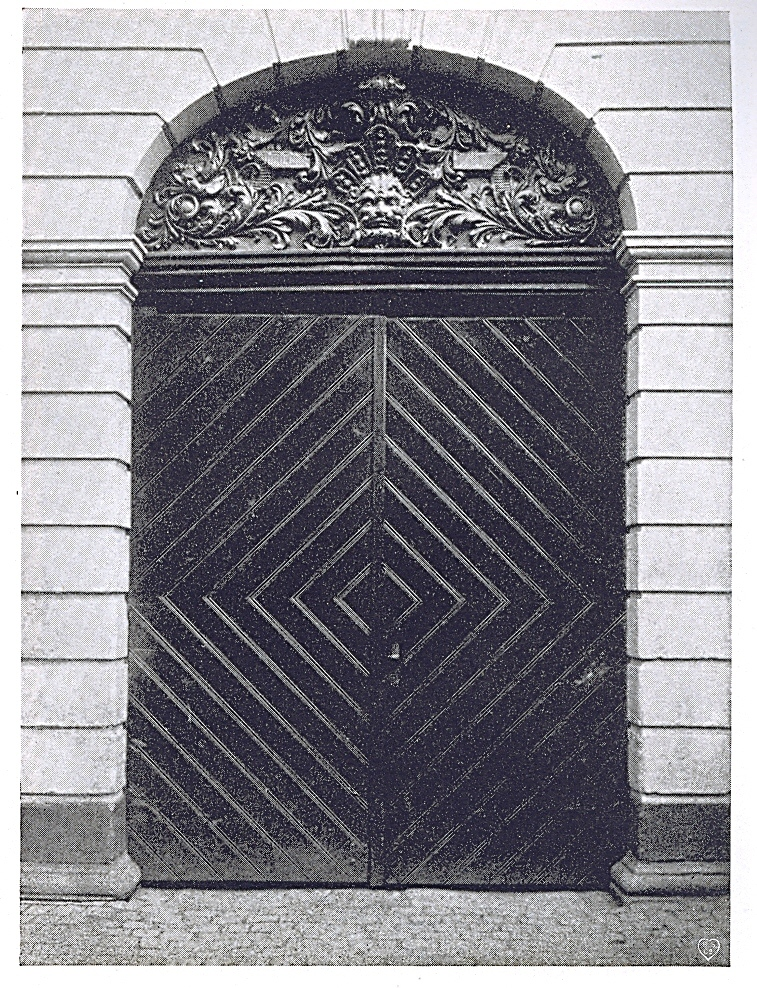
Neusser Straße 12, Eingang
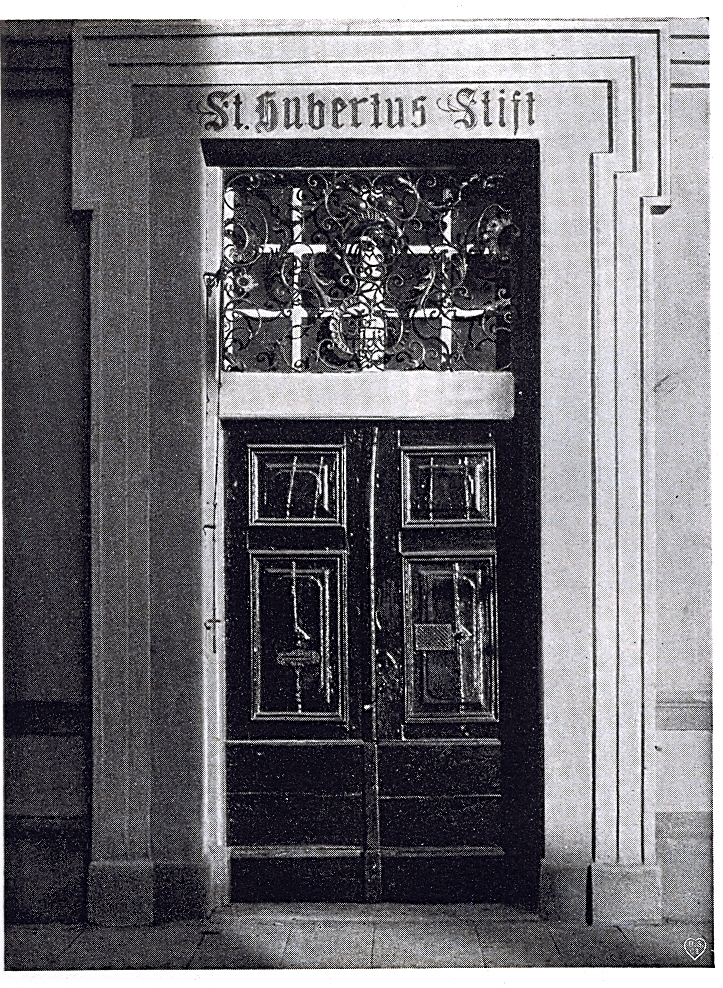
Neusser Straße 23, Eingang Hubertusstift
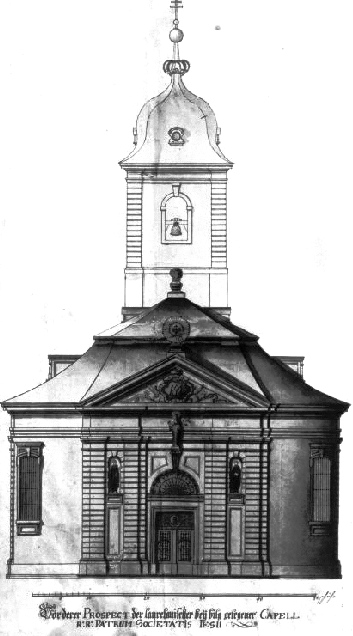
Loretokapelle, Kreuzung der Bilker Allee mit der Lorettostrasse (abgebrochen)
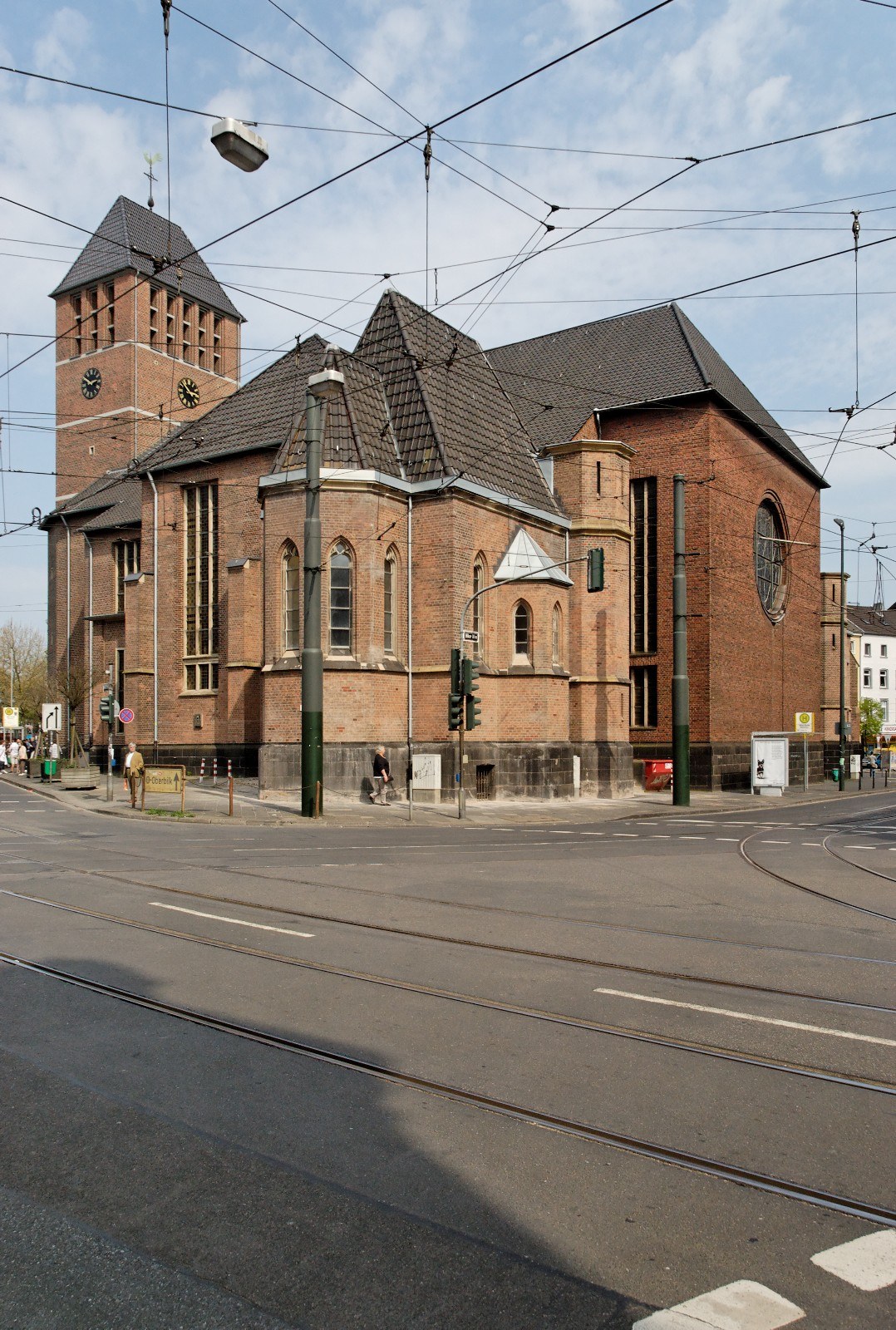
Bilker Kirche am Straßenknoten von sieben Straßen: Bilker Allee, Lorettostraße, Neusser Straße, Gladbacher Straße, Volmerswerther Straße, Martinstraße und Benzinbergstraße
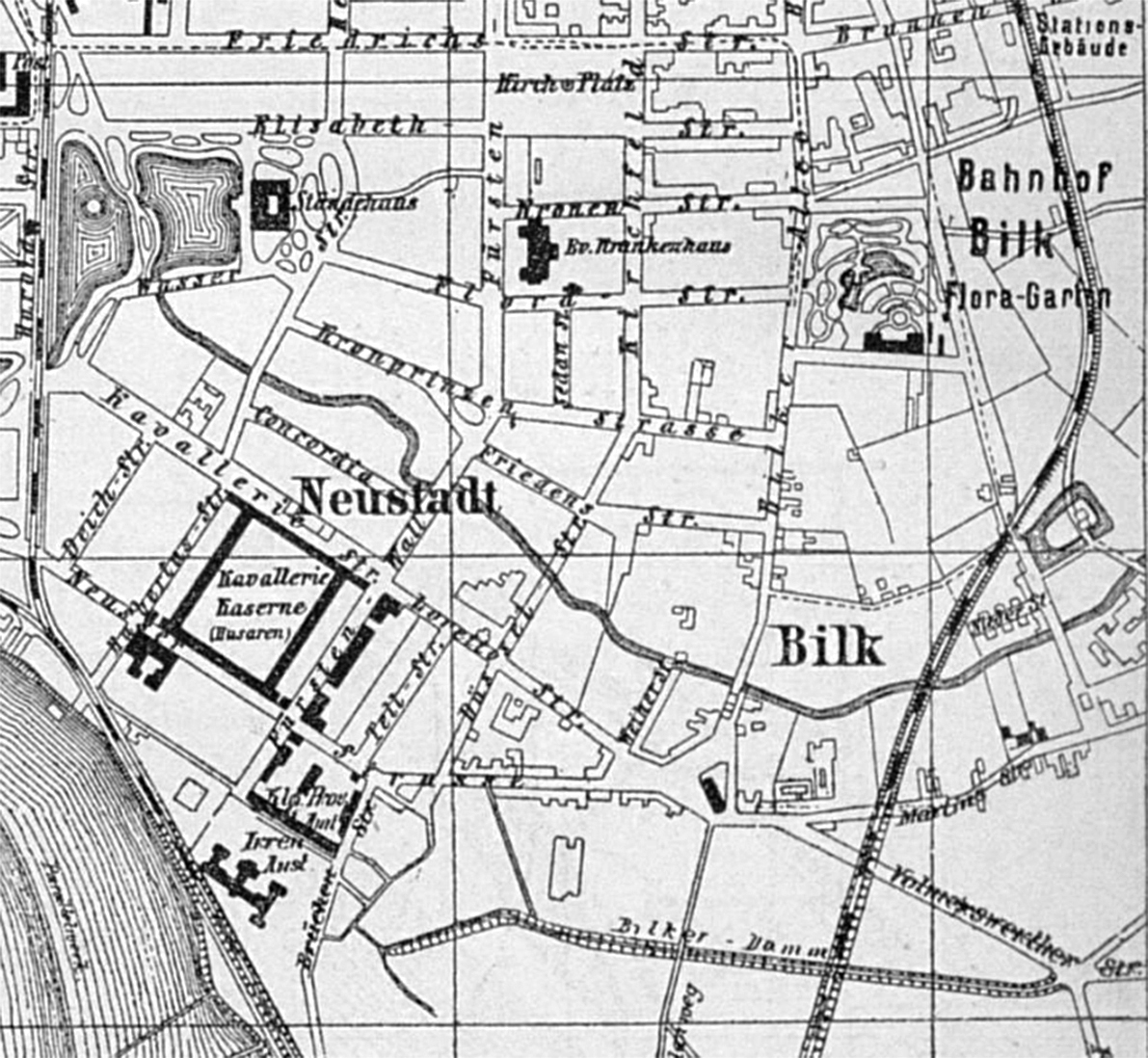
Neustadt und Bilk mit Neusser Straße (1890)